# Mihaljevići (Federacja Bośni i Hercegowiny)
Mihaljevići – wieś w Bośni i Hercegowinie, w Federacji Bośni i Hercegowiny, w kantonie środkowobośniackim, w gminie Busovača. W 2013 roku liczyła 356 mieszkańców, z czego większość stanowili Boszniacy.